# Macbeth (película de 1971)
Macbeth es una película británico-estadounidense de 1971 dirigida por el realizador polaco Roman Polanski. Protagonizada por Jon Finch en el papel principal. Ganadora del premio BAFTA 1973 al mejor diseño de vestuario.

## Comentarios
Versión sui generis del clásico shakesperiano, en el cual el director descarga sus obsesiones tras la muerte de su esposa, otorgando a la versión una fuerte carga de violencia y oscuridad.

## Personajes
- Jon Finch (Macbeth)
- Francesca Annis (Lady Macbeth)
- Martin Shaw (Banquo)
- Terence Bayler (Macduff)
- John Stride (Ross)
- Nicholas Selby (Duncan)
- Stephen Chase (Malcolm)
- Paul Shelley (Donalbain)
- Maisie MacFarquhar (bruja)
- Elsie Taylor (bruja)
- Noelle Rimmington (bruja)
- Noel Davis (Seyton)
- Sydney Bromley (portero)
- Richard Pearson (médico)